# Steinkreuz (Epfach)

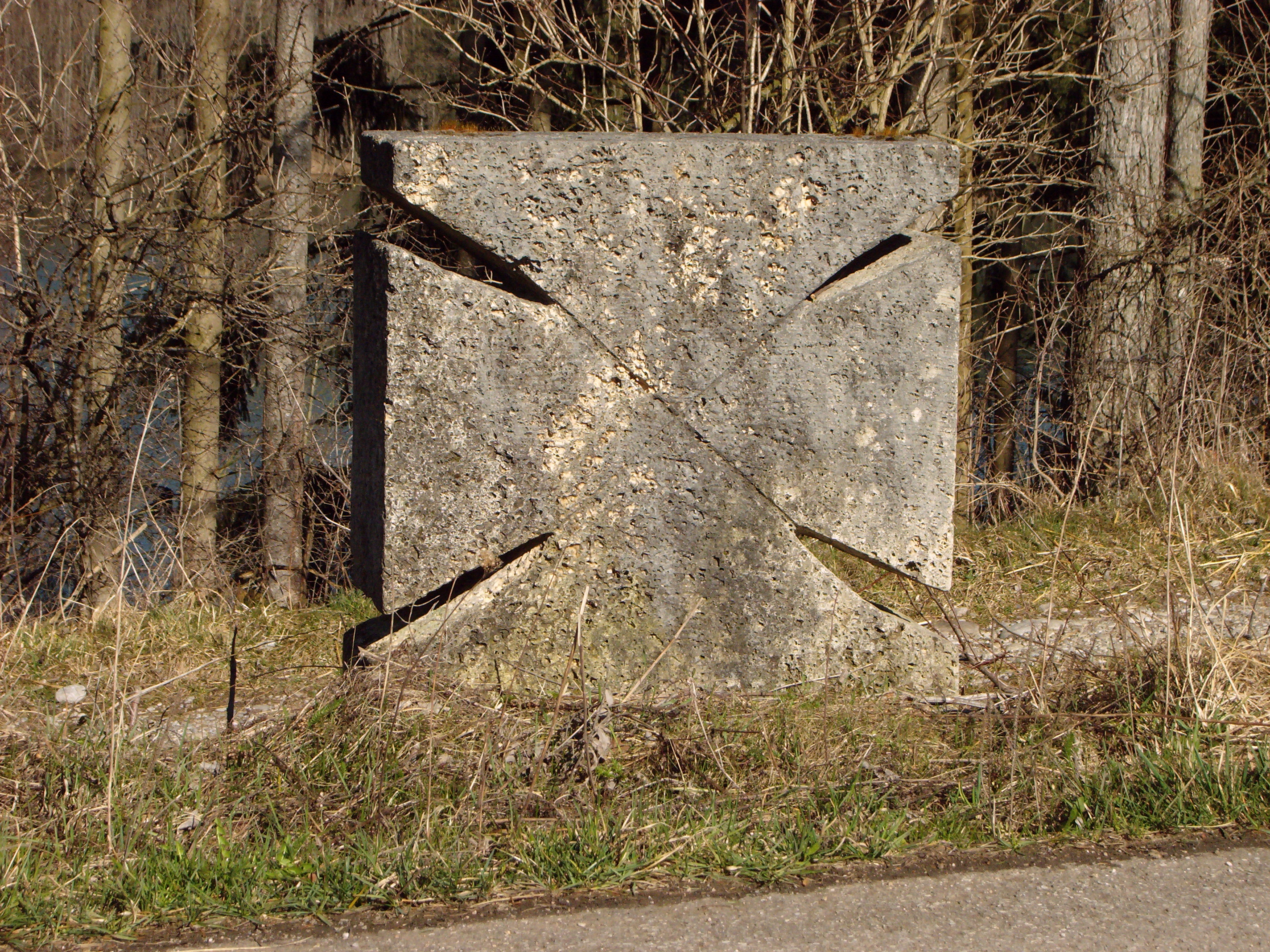
Steinkreuz in Epfach

Das Steinkreuz in der Rosenau, etwa eineinhalb Kilometer nordwestlich von Epfach, einem Ortsteil der Gemeinde Denklingen im oberbayerischen Landkreis Landsberg am Lech, wurde 1627 oder 1632 errichtet. Das mögliche Pestkreuz oder Marterl im Zwickel der ehemaligen Römerstraße Via Claudia Augusta und eines zum Lech hinunterführenden Wirtschaftsweges ist ein geschütztes Baudenkmal.
Das Kreuz aus Tuffstein in Form eines stilisierten Eisernen Kreuzes mit schmalen Einschnitten wurde möglicherweise für einen im Lech ertrunkenen Flößer aufgestellt.